# Берман, Дэвид (композитор)
Дэвид Берман (англ. David Behrman; 16 августа 1937, Зальцбург, Австрия) — американский композитор, один из пионеров электронной музыки, участник проекта Sonic Arts Union, автор музыки к нескольким постановкам Мерса Каннингема: Walkaround Time (1968), Rebus (1975), Pictures (1984) и Eyespace 40 (2007).

## Биография
Дэвид Берман родился и вырос в творческой семье. Его отец – Сэмюель Натаниель Берман – американский драматург, сценарист, много писал для журнала «Нью-Йоркер», а мать – Эльза Хейфец Берман – приходилась сестрой скрипачу Яше Хейфецу. Учился в престижной Академии Филлипса вместе со ставшими позднее известными художником-минималистом Карлом Андре, режиссером и фотографом Холлисом Фрэмптоном, мастером постживописной абстракции Фрэнком Стеллой и композитором-авангардистом Фредериком Ржевски, с которым сложилась крепкая и продолжительная дружба. Непродолжительное время обучался у Уоллингфорда Риггера, с 1955 по 1959 год был студентом Гарвардского университета, где познакомился с Крисченом Вулфом. В 1959 году в летнем лагере Дармштадта также произошло его знакомство с Янгом и Пайком.
Как композитор известен своими минималистскими произведениями. Многие из его композиций вышли на лейбле Lovely Music. В разное время его работы исполняли Джоан Ла Барбара, Томас Бюкнер, Райс Четхем, Джон Гибсон и другие.
Звуковые и мультимедийные инсталляции Бермана не раз становились частью экспозиций музеев мира. Берман стал участником шахматного перформанса Кейджа Reunion – гости вечера могли слушать музыкальные композиции четырех авторов во время игры на шахматной доске, оборудованной шестьюдесятью четырьмя фоторезисторами, композиции менялись при передвижении шахматных фигур.
Занимается преподавательской деятельностью. С 1975 по 1980 год был содиректором Центра современной музыки в Миллс-колледже, обучал музыке студентов Бард-колледжа, Калифорнийского института искусств, Ратгерского и Берлинского технического университетов.
Также известен как продюсер. Работал в конце 1960-х годов в Columbia Records, где принимал участие в издании серии звукозаписей под общим названием Music of Our Time. В этих сборниках слушатели впервые могли услышать работы многих влиятельных композиторов того периода, например Джона Кейджа, Маурисио Кагеля, Стива Райха, Полины Оливерос и других, на этих пластинках впервые была выпущена и самая знаменитая работа Терри Райли – In C.